# لوردزبورغ
لوردزبورغ (نيومكسيكو) (بالإنجليزية: Lordsburg, New Mexico)‏ هي مدينة تقع في الولايات المتحدة في مقاطعة هيدالغو، نيومكسيكو. يقدر عدد سكانها بـ 3,379 نسمة ومساحتها 21.7 كم2 وترتفع عن سطح البحر 1,295 متر.